# Castro de Elviña
El Castro de Elviña es un poblado fortificado característico de la cultura castreña del noroeste de la península ibérica. Está situado en la parroquia de San Vicente de Elviña, próximo al actual Campus de Elviña de la Universidad de La Coruña, en una pequeña elevación conocida como "Os curutos", que domina las tierras de los valles de Elviña y Mesoiro, en el municipio de La Coruña (provincia de La Coruña, Galicia, España). En el año 1962 fue declarado Bien de Interés Cultural.

## Excavaciones arqueológicas

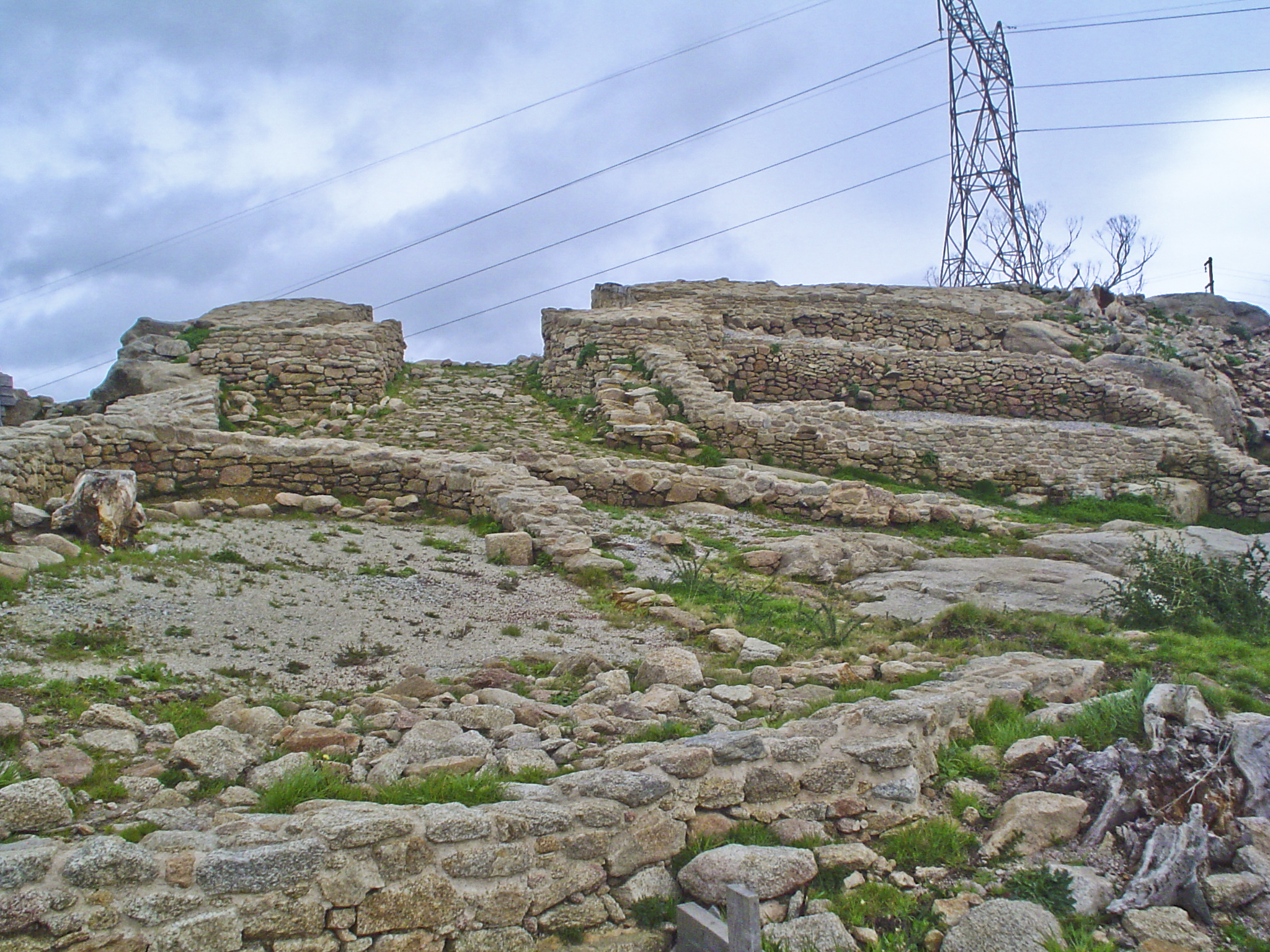
Acceso a la croa.

Las primeras excavaciones datan de los años 40, pudiéndose establecer distintas etapas en su estudio:
- 1947 - 1952: en las que se realizan excavaciones dirigidas por José María Luengo Martínez y Luis Monteagudo.
- 1980 - 1985: años en las que se realizaron excavaciones dirigidas por Felipe Senén López Gómez y promovidas por el Instituto de Estudios Gallegos "Padre Sarmiento", más enfocadas a la recuperación y revalorización de lo ya descubierto, que a nuevos descubrimientos. Al finalizar estas campañas, el castro estaba en perfecto estado.
- 2002 - : nuevas excavaciones.

## Etapa actual

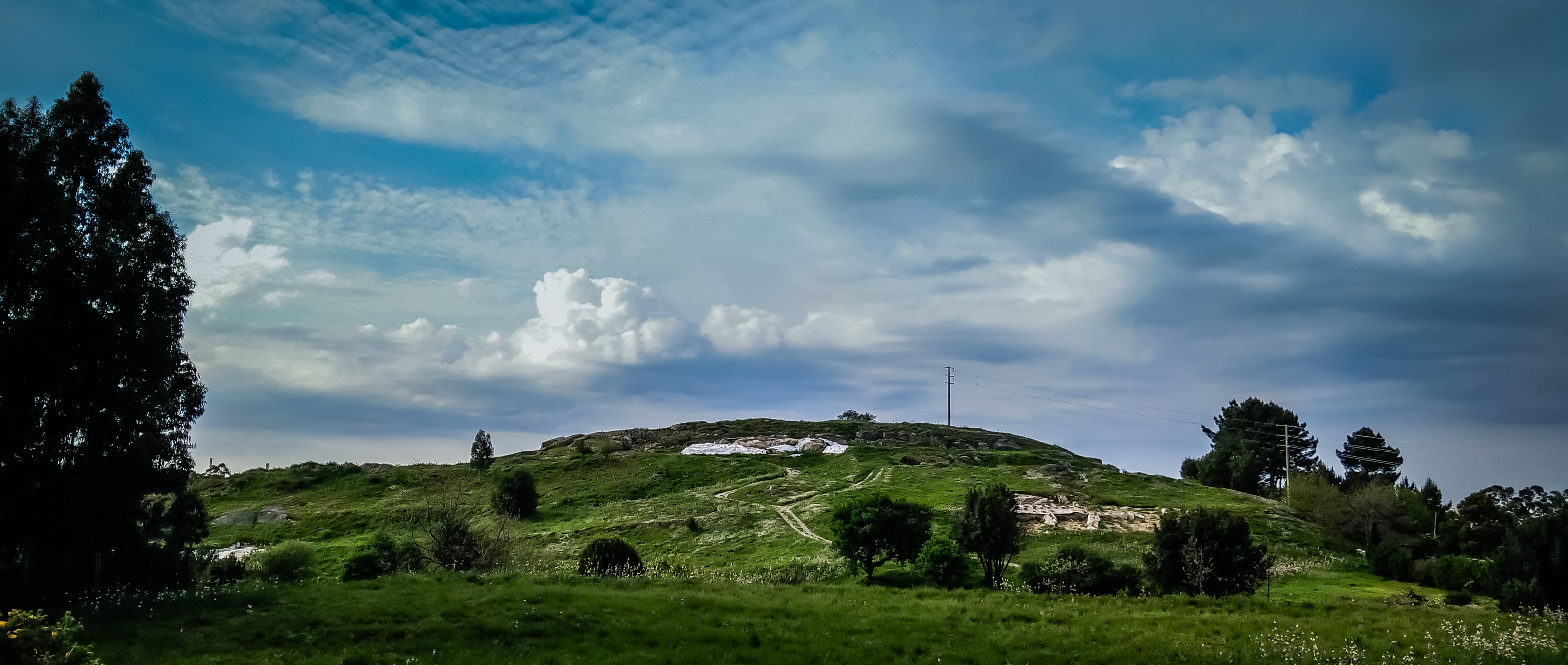
Imagen actual del Castro de Elviña tras la retirada de la torre de alta tensión.

En el año 2015 comienza una etapa de cambio para el castro tras años de olvido y estancamiento que se traducen en una degradadación del entorno ya descubierto.
El 12 de marzo de ese mismo año tiene lugar el derribo de la torre de alta tensión situada en la cima del castro, afeando e impidiendo la buena conservación del conjunto arqueológico. Tras medio siglo y una sentencia judicial de 1965 que pesaba sobre ella, la torre es  finalmente retirada el 16 de marzo. 
El 7 de abril, unos días después de la retirada de la torre, la junta de gobierno local aprueba la salida a concurso del proyecto de excavación del castro con un presupuesto de 824.777 euros y un plazo de ejecución de ocho meses con el fin de facilitar las visitas al lugar finalizando la excavación de las zonas ya expuestas y dotándolas de un contexto arqueológico coherente que resulte atractivo para el público.
Para ello se han realizado desbroces en todo el entorno, así como adecentamiento de los caminos circundantes, medidas que, tras la finalización del proyecto, permitirán incrementar el valor del yacimiento de cara al público.

## Descripción

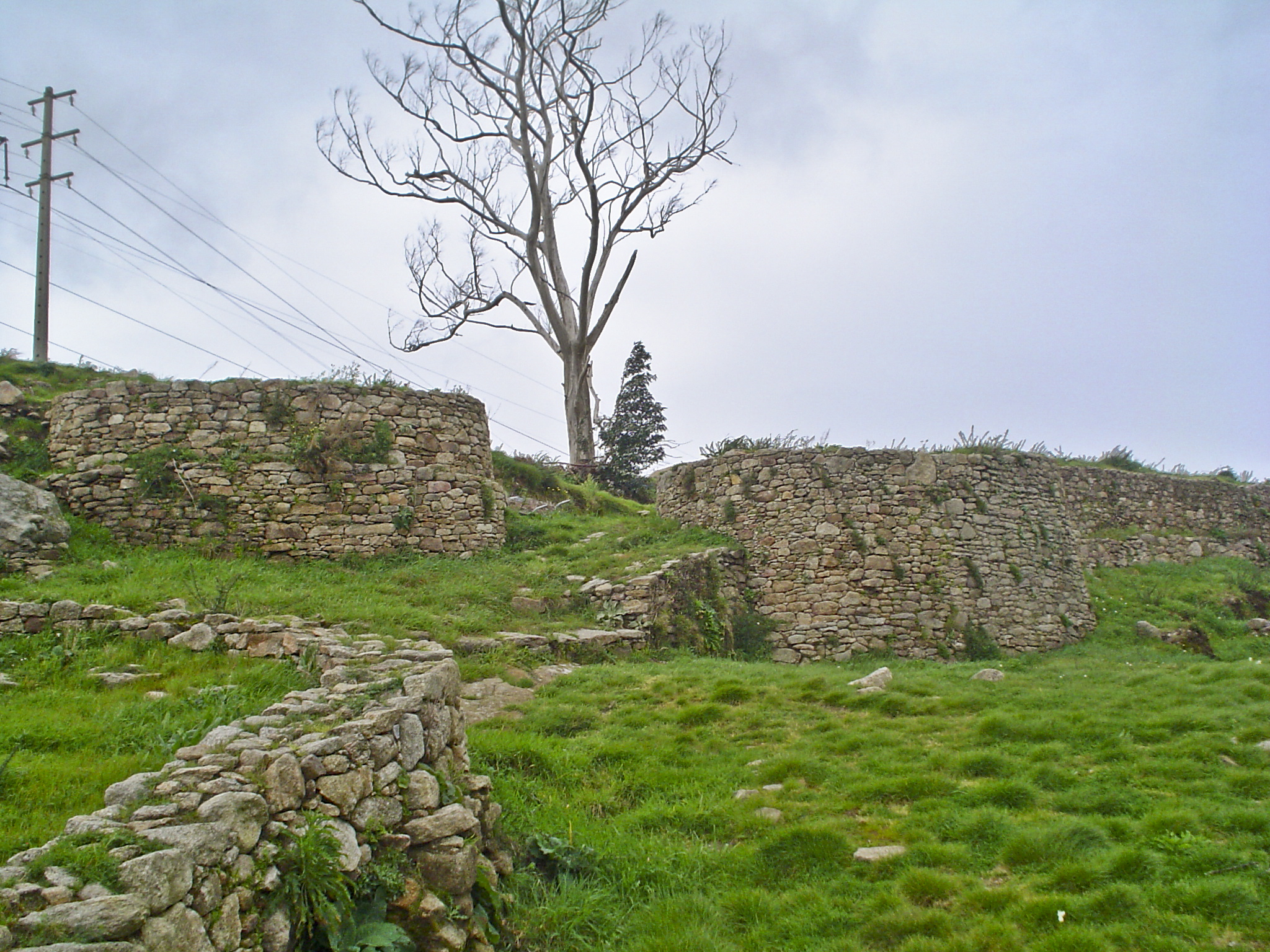
Acesso sudeste a la croa.

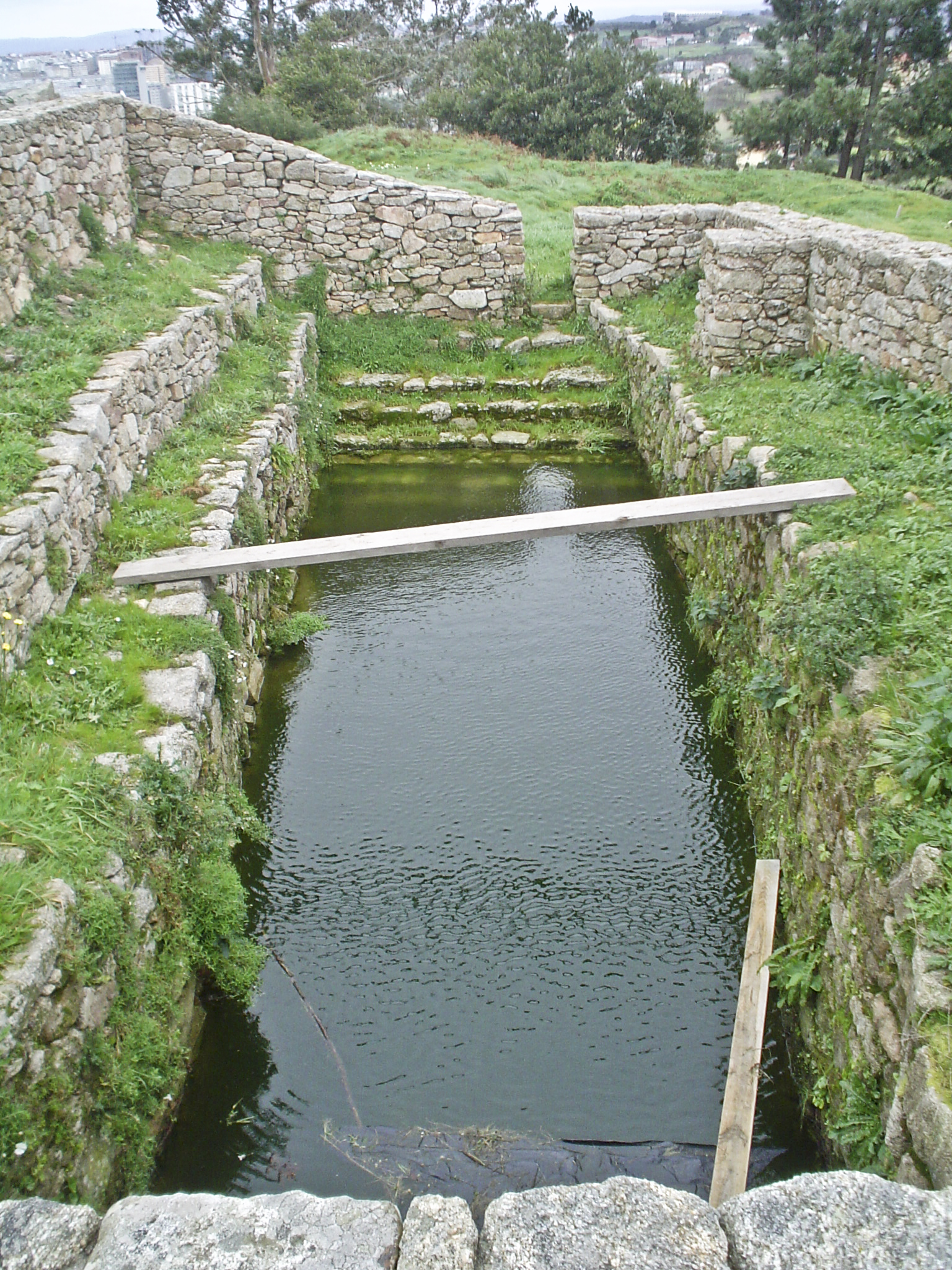
Aljibe.

El castro está formado por varios recintos aterrazados, separados por tres murallas, entre las que destaca la que rodea la croa (recinto más elevado y central), con una entrada monumental flanqueada por dos torreones defensivos semicirculares, entre los que se abre una rampa y escaleras de acceso empedradas.
En algunos de sus tramos, la muralla conservada tiene una anchura y altura superior a los cuatro metros. En la zona aterrazada, situada en el sureste, se pueden observar diferentes construcciones, algunas de ellas singulares en el conjunto de la cultura castreña, como la fuente-aljibe y el templo del ídolo fálico; también se conservan diferentes construcciones, principalmente de formas cuadradas. Además, en el castro se encontró el famoso tesoro de Elviña (conservado en el Museo arqueológico e histórico del Castillo de San Antón). 
En las excavaciones realizadas en los años 2002-2003, se hallaron pruebas de que el castro era bastante más grande de lo que se creía, con una extensión aproximada de unas 7-8 hectáreas y una población de unos 2000 habitantes hacia el año 50 d. C..
A partir de los resultados de las diferentes excavaciones se ha calculado un período de ocupación del castro que se extiende desde el siglo III a. C. hasta el siglo VI d. C., en que el castro fue abandonado definitivamente. Se supone que su población se fue trasladando de forma progresiva a Brigantium.